# Пейдж и Фрэнки
«Пейдж и Фрэнки», или «Чудаардварк» (англ. Bizaardvark) — американский ситком, транслировавшийся на телеканале Disney Channel с 24 июня 2016 года по 13 апреля 2019 года.

## Сюжет
Пейдж и Фрэнки обожают сочинять песни, записывать видео, а после этого выкладывать на их интернет-канал «Bizaardvark», на котором насчитывается более десяти тысяч подписчиков. Музыкантки приступают к работе на студии, с надеждой поднять свои видео на новый уровень.

## Актёрский состав
- Мэдисон Ху — Фрэнки Вонг
- Оливия Родриго — Пейдж Олвера
- Джейк Пол — Дирк Манн (1—2 сезон)
- Девор Ледридж — Амелия Дакуорт
- Итан Вакер — Берни Шёц
- Максвелл Симкинс — Зейн (3 сезон)
- Эли Самуи — Родни (3 сезон)

## Эпизоды
| № | № | Название                        | Режиссёр                         | Сценарист                    | Дата показа в США | Код | Кол-во |
| --- | - | ------------------------------- | -------------------------------- | ---------------------------- | ----------------- | --- | ------ |
| 1 | 1 | «Впервые»                       | Дэвид Кендалл                    | Кайл Стегина & Джош Легерман | 24 июня, 2016     | 101 | 2, 41  |
| Лучшие подруги Пейдж и Фрэнки, обожают сочинять песни, записывать видео, а после этого выкладывать на их интернет-канал «Bizaardvark», на котором насчитывается более десяти тысяч подписчиков. Музыкантки приступают к работе на студии Vuugle, с надеждой поднять свои видео на новый уровень. Там девушки встречают много друзей, которые помогут им стать известными в интернете. Приглашенные звезды: Джонатан МакКлеин в роли Лиама, Джосуа Карлон в роли Тео, Син Лью в роли Робби, Джимми Фовли в роли Ангело. |   |                                 |                                  |                              |                   |     |        |
| 2 | 2 | «Нарисуй мою жизнь»             | Майкл Куртис Роджер С.Х. Схилман | Дэвид Кендалл                | 10 июля, 2016     | 102 | 1, 19  |
| Амелия дает советы Пейдж и Фрэнки, как снять новое видео, которое должно рассказать, как девчонки познакомились и создали канал. Тем временем, Берни помогает Дирку преодолеть его худший страх к черепахам. Приглашенные звезды: Джимми Фовли в роли Ангело. |   |                                 |                                  |                              |                   |     |        |
| 3 | 3 | «У Фрэнки появился ненавистник» | Сейведж Стив Холанд              | Эрик Фридерман               | 17 июля, 2016     | 105 | 1, 07  |
| 4 | 4 | «Суперфанат»                    | Дэвид Кендалл                    | Хитер Фландерс               | 24 июля, 2016     | 103 | 1, 41  |
| 5 | 5 | «Сотрудник»                     | Сейведж Стив Холанд              | Кайл Стегина & Джош Легерман | 31 июля, 2016     | 106 | 1, 04  |
| Пейдж и Фрэнки стараются увеличить количество своих подписчиков, сотрудничая с популярной Vuuugle-звездой Виктором с канала «Город шуток» и псом ДжиффПом. Приглашенные звезды: Келум Уорти в роли Виктора. |   |                                 |                                  |                              |                   |     |        |
| 6 | 6 | «Распаковка»                    | Дэвид Кендалл                    | Тим Бреннер                  | 7 августа , 2016  | 104 | 1, 74  |